# Яндеміров Валерій Петрович
Валерій Петрович Яндеміров (11 лютого 1963, Казань—16 листопада 2017) — російський шахіст, гросмейстер (1997), тренер.
Випускник Державного центрального інституту фізичної культури (1985, Москва).

## Спортивні досягнення
| РІк  | Місто       | Турнір               | + | − | = | Результат | Місце |
| ---- | ----------- | -------------------- | - | - | - | --------- | ----- |
| 1994 | Еліста      | 47-й чемпіонат Росії | 4 | 3 | 4 | 6 из 11   | 16—23 |
| 2003 | Красноярськ | 56-й чемпіонат Росії | 1 | 3 | 5 | 3½ из 9   | 64—74 |
|      |             |                      |   |   |   | из        |       |

## Зміни рейтингу
| На цьому місці має відображатися графік чи діаграма, однак з технічних причин його відображення наразі вимкнено. Будь ласка, не видаляйте код, який викликає це повідомлення. Розробники вже працюють для того, щоби відновити штатне функціонування цього графіка або діаграми. | |
| | На цьому місці має відображатися графік чи діаграма, однак з технічних причин його відображення наразі вимкнено. Будь ласка, не видаляйте код, який викликає це повідомлення. Розробники вже працюють для того, щоби відновити штатне функціонування цього графіка або діаграми. |